# Таньо Танев (кмет)
 Тази статия е за Кмета на Стара Загора.  За писателя от Стара Загора вижте Таньо Танев.  
Таньо Игнатов Танев е български политик. Кмет на Стара Загора в периода 20 декември 1973 – 11 март 1976 г.

## Биография
Роден е през 1927 г. в Долно Ново село. Учи във висша партийна школа. След това започва работа в Околийския и Окръжния комитет на ДКМС, Общинския комитет на БКП в град Раднево.